# Lasiplexia
Lasiplexia is een geslacht van vlinders van de familie Uilen (Noctuidae), uit de onderfamilie Hadeninae.

## Soorten
- L. cupreomicans Draudt, 1950
- L. figulimargo Draudt, 1950
- L. glaucopupillata Berio, 1973
- L. hampsoni Boursin, 1943
- L. semirena Draudt, 1950